# HESA Saeqeh
HESA Saeqeh (perzijsko صاعقه, "gromska strela") je iransko dvomotorno edosedežno lovsko letalo, ki je razvito iz ameriškega Northrop F-5HESA Saeqeh naj bi bil druga generacija lovca Azarakhsha

## Specifikacije
Splošne karakteristike
- Posadka: 1
- Dolžina: 15,89 m ()
- Razpon kril: 8,13 m ()
- Višina:  ()
- Teža praznega letala: 4400 kg ()
- Naložena teža: 9000 kg ()
- Pogon letala: 2 ×  turboreaktivni motor

 Zmogljivost 
- Maks. hitrost: 917 vozlov (Mach 1,6, 1060 mph, 1700 km/h)
- Doseg: 3000 km ()
- Višina leta: 16000 m ()
- Hitrost vzpenjanja: 175 m/s ()

Oborožitev

- Strelno orožje: 2× 20 mm (0.787 in) M39A2 revolverska topova v nosu, 280 nabojev na top
- Nosilci za orožje: skupno 7: 2× na koncih kril; 4× pod krili in 1× pod trupom s kapaciteto 7.000 lb (3.200 kg)